# New Road Team
Il New Road Team è un'associazione sportiva con sede nella città di Kathmandu che comprende diverse sezioni (cricket, tennis tavolo, biliardo e snooker) ma è conosciuta soprattutto grazie alla squadra di calcio che milita nel massimo campionato nazionale.

## Storia
La squadra è la più antica del Nepal e fu fondata nel 1934 (1991 B.S.) con lo scopo di aggregare i giovani e mobilitarli contro il regime autocratico della famiglia Rana. 

## Rosa 2009/2010
| N. |                  | Ruolo | Calciatore              |
| -- | ---------------- | ----- | ----------------------- |
| 1  | Nepal (bandiera) | P     | Surendra Kumar Shrestha |
| 21 | Nepal (bandiera) | P     | Maharjan Binod          |
| 22 | Nepal (bandiera) | P     | Baju Tulsi Krishna      |
| 2  | Nepal (bandiera) | D     | Raju Thapa Magar        |
| 3  | Nepal (bandiera) | D     | Biraj Maharjan          |
| 4  | Nepal (bandiera) | D     | Tamang Dil Bahadur      |
| 5  | Nepal (bandiera) | D     | Malla Som Bahadur       |
| 6  | Nepal (bandiera) | D     | Umesh Upreti            |
| 17 | Nepal (bandiera) | D     | Nabin Neupane           |
| 19 | Nepal (bandiera) | D     | Sagar Thapa             |
| 27 | Nepal (bandiera) | D     | Jitendra Karki          |
| 7  | Nepal (bandiera) | C     | Jeevan Sinkemana        |
| 8  | Nepal (bandiera) | C     | Subash Rai              |

| N. |                      | Ruolo | Calciatore              |
| -- | -------------------- | ----- | ----------------------- |
| 11 | Nepal (bandiera)     | C     | Khum Gurung             |
| 13 | Nepal (bandiera)     | C     | Lama Rakesh             |
| 16 | Nepal (bandiera)     | C     | Rajesh Khadagi          |
| 18 | Nepal (bandiera)     | C     | Roshan Lamichhane       |
| 20 | Nepal (bandiera)     | C     | Ranjit Shrestha         |
| 23 | Nepal (bandiera)     | C     | Laxman Ruchal           |
| 9  | Nepal (bandiera)     | A     | Nirajan Rayamajhi       |
| 10 | Danimarca (bandiera) | A     | Ghavghani-Mosavi Shayan |
| 12 | Nepal (bandiera)     | A     | Subhash Gurung          |
| 15 | Nepal (bandiera)     | A     | Majhi Bijaya            |
| 24 | Nepal (bandiera)     | A     | Anil Gurung             |
|    | Brasile (bandiera)   | A     | Gabriel da Silva        |
|    | Brasile (bandiera)   | C     | Leandro Silva           |

### Staff tecnico
- Yogamber Suwal - Allenatore
- Diken Suwal - Allenatore in seconda
- Narendra Shrestha - Manager
- Shankar Kattel - Fisioterapista
- Rakesh Bajracharya - Preparatore atletico
- Raju Dangol Maharjan - Medico sociale

## Palmarès
- Campionato nazionale: 4[2]

1960/61 (2017 B.S.), 1962/63 (2019 B.S.), 1978 (2035 B.S.), 1995 (2052 B.S.)
- Coppa di Lega: 1[2]

1985
- Mahendra Gold Cup: 1[2]

1998